# 오쓰 요세이
오쓰 요세이(일본어: 大津 耀誠, 1995년 8월 7일 ~ )는 일본의 축구 선수이다.

## 구단 경력
그는 2014년부터 2018년까지 J리그의 더스파구사쓰 군마, 오이타 트리니타, SC 사가미하라에서 활동하였다.